# Der junge Baron Neuhaus
Der junge Baron Neuhaus est un film allemand réalisé par Gustav Ucicky et sorti en 1934. C'est la version allemande du film Nuit de mai qui avait été coréalisé avec Henri Chomette.

## Synopsis
En 1753, à Vienne, la jeune impératrice Marie-Thérèse veut être un brillant exemple pour ses compatriotes mais leur moral l'inquiète. Surtout, les jeunes hommes qui pénètrent la nuit dans les chambres de jeunes femmes supposées chastes et innocentes, suscitent sa colère. La monarque envisage donc de changer quelque chose de toute urgence à cette mauvaise habitude et cherche des alliés moralement sains pour son projet. Un jour, elle reçoit la recommandation du soi-disant sage baron Neuhaus, que sa dame d'honneur, la comtesse Christl Palm, avait à l'œil. Afin de marquer des points auprès de l'impératrice, le jeune baron Neuhaus suit les conseils du jeune Toni, qui sert de femme de chambre à la comtesse Palm. Le baron Neuhaus aimerait remercier Toni un soir pour cela et, croit-il, se glisse inaperçu par une fenêtre ouverte dans la chambre de la bonne. Lorsqu'un garde remarque la pièce ouverte et découvre des empreintes de pas devant, le brave homme sonne immédiatement l'alarme. Avec beaucoup de difficulté, Neuhaus parvient à s'échapper et se cache dans un baril de pluie. Il commence rapidement à pleuvoir, la poubelle se remplit et le jeune baron Neuhaus est trempé. Sur le chemin du retour, il laisse accidentellement derrière lui une robe que Toni a empruntée à son oncle, le KuK
L'affaire a provoqué une indignation ouverte dans les plus hautes sphères. Un autre démon moral, l'impératrice suspecte, et sur les conseils de la comtesse Palms, charge le baron Neuhaus, qui est nommé juge, d'enquêter sur cette affaire. Le pauvre et innocent Stockel devient le centre des soupçons à cause de la redingote qu'il a laissée derrière lui, après quoi Neuhaus avoue à la comtesse Christl qu'il était lui-même le "pécheur". Puis il se rend chez l'impératrice pour avouer son "méfait". Christl arrive et affirme que Nehaus est monté dans la chambre de Toni afin de la rejoindre à partir de là. Il l'a autorisé, et tout a été fait de manière parfaitement décente. Maria Theresia vient d'accepter l'hommage à l'occasion de son anniversaire, et il y a donc un grand festival équestre. Lors d'un concours d'équitation, Christl reçoit une bague. Dans l'ancienne tradition, le gagnant de cette bague peut la transmettre à l'homme qu'elle aime. Le baron Neuhaus entre ainsi en possession du bijou et peut donc bientôt courtiser la comtesse. Le scandale redouté par l'impératrice est ainsi évité.

## Fiche technique
- Titre : Der junge Baron Neuhaus
- Réalisation : Gustav Ucicky
- Scénario : Gerhard Menzel d'après Stephan Kamare
- Lieu de tournage : Vienne (Autriche)
- Musique : Alois Melichar
- Montage : Eduard von Borsody
- Durée : 95 minutes
- Date de sortie :
  - Troisième Reich : 14 septembre 1934

## Distribution
- Viktor de Kowa : Baron Neuhaus
- Lola Chlud : Marie-Thérèse
- Käthe von Nagy : Gräfin Christl Palm
- Christl Mardayn : Toni
- Hans Moser : K.u.K. Ofenheizer Stockel
- Lola Chlud : Kaiserin Maria Theresia
- Annie Rosar : Frau Stockel
- Rudolf Carl : Egelseder
- Wilhelm Schich : Oysberger
- Beppo Brem : Gaisberger
- Karl Hellmer : Sikora
- Oskar Sima : Sergeant
- Hansjörg Adolfi : Richter Wögerl
- Eduard Kandl : BadelhartingerNotes et références

### Article annexe
- Liste des longs métrages allemands créés sous le nazisme